# Usaburo Hidaka
Usaburo Hidaka, és un exfutbolista japonès.

## Selecció japonesa
Usaburo Hidaka va disputar 2 partits amb la selecció japonesa.